# Montréal-Nord
Montréal-Nord ist eines von 19 Arrondissements der Stadt Montreal in der kanadischen Provinz Québec. Vor 2002 war es eine eigenständige Gemeinde. Im Jahr 2011 zählte der 11,1 km² große Stadtbezirk 83.868 Einwohner.

## Geographie
Montréal-Nord liegt im Norden der Île de Montréal, am Ostufer des Rivière des Prairies. Benachbarte Arrondissements der Stadt Montreal sind Rivière-des-Prairies–Pointe-aux-Trembles im Norden, Anjou im Nordosten, Saint-Léonard im Osten, Villeray–Saint-Michel–Parc-Extension im Südosten und Ahuntsic-Cartierville im Süden.

## Geschichte
Das Arrondissement geht auf den im Jahr 1845 gegründeten Sprengel Sault-au-Récollet zurück. Von diesem spalteten sich 1896 und 1897 zwei Gemeinden ab. Das Restgebiet trennte sich 1910 in eine Dorfgemeinde (municipalité de village) und einen Sprengel (municipalité de paroisse), die beide weiterhin den Namen Sault-au-Récollet trugen. Der nördlich gelegene Sprengel erhielt 1915 den Status einer Stadt und benannte sich in Montréal-Nord um, die südlich gelegene Dorfgemeinde wurde 1916 nach Montreal eingemeindet. 1967 gab es Bestrebungen, den als wenig originell empfundenen Gemeindenamen zu ändern, letztlich blieb aber alles beim Alten. Am 1. Januar 2002 fusionierte Montréal-Nord mit Montreal und bildet seither ein Arrondissement.

## Bevölkerung

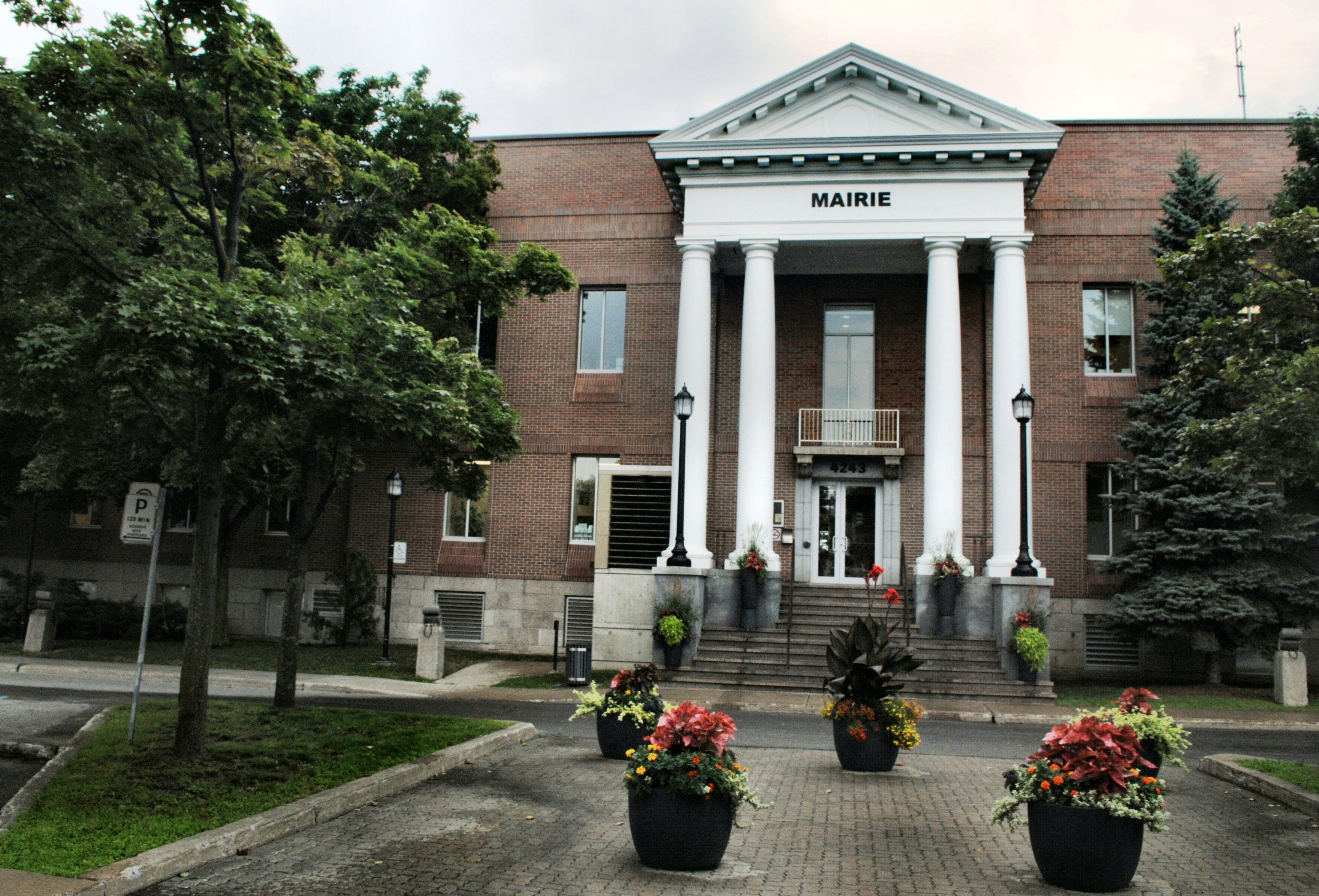
Rathaus von Montréal-Nord

Gemäß der Volkszählung 2011 zählte Montréal-Nord 83.868 Einwohner, was einer Bevölkerungsdichte von 7556 Einwohnern/km² entspricht. Von den Befragten gaben 53,7 % Französisch und 3,9 % Englisch als Muttersprache an. Weitere bedeutende Sprachen sind unter anderem Haitianisch (9,7 %), Italienisch (8,6 %), Arabisch (8,5 %) und Spanisch (7,5 %).